# Isola (álbum)
Isola, do grupo sueco Kent, é o álbum lançado em 1997 (versão sueca) e 1998 (versão inglesa).

## Faixas (versão sueca)
1. "Livräddaren" (4:36)
2. "Om du var här" (3:59)
3. "Saker man ser" (3:54)
4. "Oproffessionell" (4:43)
5. "OWC" (3:08)
6. "Celsius" (4:15)
7. "Bianca" (4:55)
8. "Innan allting tar slut" (3:40)
9. "Elvis" (4:33)
10. "Glider" (4:04)
11. "747" (7:47)

## Faixas (versão inglesa)
1. "Lifesavers" (4:36)
2. "If You Were Here" (3:59)
3. "Things She Said" (3:54)
4. "Unprofessional" (4:43)
5. "OWC" (3:08)
6. "Celsius" (4:15)
7. "Bianca" (4:55)
8. "Before It All Ends" (3:40)
9. "Elvis" (4:33)
10. "Velvet" (4:03)
11. "Glider" (4:04)
12. "747" (7:47)

## Singles
- "Om Du Var Här" / "If You Were Here" (1997-out-6)
- "Saker Man Ser" / "Things She Said" (1998-jan-26)
- "747" (1998-jul-13)